# Nati nel 1511
| Questa pagina contiene informazioni ricavate automaticamente dalle voci biografiche con l'ausilio del template Bio e di un bot. L'aggiornamento è periodico e automatico e ricostruisce completamente la pagina. Se manca una persona in questa lista, sei pregato di non aggiungerla, ma accertati piuttosto che la sua voce biografica contenga il template Bio e che i dati anagrafici siano correttamente compilati. Se il template Bio manca, inseriscilo tu stesso o, in alternativa, metti l'avviso {{tmp\|Bio}} che ne segnala la mancanza. Se i dati riportati sono sbagliati, correggi direttamente la voce biografica; le modifiche saranno visibili in questa lista entro pochi giorni. Per chiarimenti vedi il progetto biografie. La lista contiene solo le 51 persone che sono citate nell'enciclopedia e per le quali è stato implementato correttamente il template Bio. Pagina aggiornata al 10 lug 2025. |

## Gennaio(1)
- 1º gennaio - Enrico, duca di Cornovaglia, duca britannico († 1511)

## Marzo(1)
- 1º marzo - Piero Strozzi, nobile e generale italiano († 1558)

## Aprile(3)
- 2 aprile - Ashikaga Yoshiharu, militare giapponese († 1550)
- 9 aprile - Vincenzo Morosini, politico italiano († 1588)
- 16 aprile - Cornelio Musso, vescovo cattolico e teologo italiano († 1574)

## Giugno(2)
- 4 giugno - Onorato II di Savoia-Villars, condottiero italiano († 1580)
- 15 giugno - Bartolomeo Ammannati, scultore e architetto italiano († 1592)

## Luglio(3)
- 8 luglio - Ippolito Capilupi, vescovo cattolico italiano († 1580)
- 9 luglio - Dorotea di Sassonia-Lauenburg, regina († 1571)
- 30 luglio - Giorgio Vasari, pittore, architetto e storico dell'arte italiano († 1574)

## Agosto(1)
- 22 agosto - Francesco Porto, umanista greco († 1581)

## Settembre(2)
- 19 settembre - Michele Serveto, teologo, umanista e medico spagnolo († 1553)
- 28 settembre - Matsudaira Kiyoyasu, militare giapponese († 1536)

## Ottobre(1)
- 22 ottobre - Erasmus Reinhold, astronomo e matematico tedesco († 1553)

## Novembre(2)
- 8 novembre - Paul Eber, teologo tedesco († 1569)
- 18 novembre - Ioan Iacob Heraclid, principe († 1563)

## Dicembre(1)
- 18 dicembre - Andrea Corner, cardinale e vescovo cattolico italiano († 1551)

## Senza giorno specificato(34)
- Abraham ben Daniel, rabbino e poeta italiano
- Giovan Battista Adriani, storico e oratore italiano († 1579)
- Diego de Agüero, esploratore spagnolo († 1544)
- Marcello Alberini, funzionario († 1580)
- Abu l-Fadl 'Allami, politico e storico indiano († 1602)
- Amato Lusitano, medico e botanico portoghese († 1568)
- Domenico di Baccio d'Agnolo, architetto italiano
- Antonio Bassano, musicista italiano († 1574)
- Bega Begum, principessa persiana († 1582)
- Nicolás Bobadilla, gesuita spagnolo († 1590)
- Paolo Burali d'Arezzo, cardinale e arcivescovo cattolico italiano († 1578)
- Luigi Carafa della Stadera, II principe di Stigliano, nobile e politico italiano († 1576)
- Gaspar Cervantes de Gaete, cardinale e arcivescovo cattolico spagnolo († 1575)
- Girolamo da Correggio, cardinale e arcivescovo cattolico italiano († 1572)
- Lelio Ottaviano Guasco, vescovo cattolico italiano († 1564)
- Thomas Howard, nobile inglese († 1537)
- Kimotsuki Kanetsugu, militare giapponese († 1566)
- Francisco López de Gómara, religioso e storico spagnolo († 1566)
- Diego de Losada, esploratore spagnolo († 1569)
- Margherita di Brandeburgo, principessa († 1577)
- Pietro Nelli, poeta italiano († 1572)
- Francisco de Orellana, esploratore spagnolo († 1546)
- Tommaso Orsini, vescovo cattolico italiano († 1576)
- Aurelia Petrucci, poetessa italiana († 1542)
- Juan Pizarro, militare spagnolo († 1536)
- Sen Surintra, sovrano laotiano († 1582)
- Lucantonio Tomassoni, condottiero italiano († 1592)
- Uyama Hisakane, militare giapponese († 1566)
- Luis de Velasco, spagnolo († 1564)
- Nicola Vicentino, compositore e teorico della musica italiano († 1577)
- Pierre Viret, teologo francese († 1571)
- Caspar Vopel, matematico, astronomo e cartografo tedesco († 1561)
- Ippolito de' Medici, cardinale e arcivescovo cattolico italiano († 1535)
- Michele della Torre, cardinale e vescovo cattolico italiano († 1586)